# Cate Le Bon
Cate Le Bon (* 4. März 1983 in Penboyr als Cate Timothy) ist eine walisische Musikerin und Produzentin. Sie singt sowohl auf Englisch als auch auf Walisisch. Le Bon tourte mit Künstlern wie St. Vincent, Perfume Genius und John Grant.  Im Jahr 2018 stand sie zusammen mit John Cale und dem London Contemporary Orchestra auf der Bühne des Barbican Centre.

## Karriere
Le Bon wurde in Penboyr, Carmarthenshire, Wales, geboren und erregte erstmals öffentliche Aufmerksamkeit, als sie Gruff Rhys von den Super Furry Animals auf seiner UK-Tour 2007 unterstützte. Sie war Gastsängerin auf Neon Neons 2008er Single I Lust U aus ihrem Album Stainless Style. Unter ihrem ursprünglichen Namen lieferte sie 2006 Background-Gesang auf Richard James’ Debüt-Soloalbum The Seven Sleepers Den. Sie erschien auch auf seinem zweiten Soloalbum We Went Riding von 2010.
Ihre erste offizielle Veröffentlichung war eine walisischsprachige EP, Edrych yn Llygaid Ceffyl Benthyg (Looking in the Eyes of a Borrowed Horse, ähnlich dem englischen Ausdruck to look a gift horse in the mouth), auf Peski Records 2008. Sie veröffentlichte auch die doppelte A-Seite Debüt-Single No One Can Drag Me Down / Disappear (von Gruff Rhys als Bobbie Gentry und Nico kämpfen um ein Casio Keyboard; Melodie gewinnt! beschrieben) auf ihrer Website. Le Bon arbeitete mit Gorky’s Zygotic Mynci's Megan Childs, die Geige beisteuerte, den Super Furry Animals und The Thrills Mitarbeiter John Thomas, der Pedal-Steel-Gitarre hinzufügte.
Ihr Debütalbum Me Oh My erschien 2009, gefolgt von Cyrk und der Cyrk II EP 2012.
Im Januar 2013 zog Le Bon nach Los Angeles, um ihre Karriere in den USA fortzusetzen. Ihr drittes Album, Mug Museum, wurde im November 2013 veröffentlicht. Es wurde von Noah Georgeson und Josiah Steinbrick in Los Angeles produziert und enthielt Stephen Black (Bass) und Huw Evans (Gitarre). Sie stellte Gastgesang auf dem Track Slow Train von Kevin Morbys Debütalbum Harlem River zur Verfügung.
Im Jahr 2015 arbeitete Le Bon mit Tim Presley als DRINKS zusammen und veröffentlichte im August 2015 das Album Hermits on Holiday. DRINKS veröffentlichten ihr zweites Album Hippo Lite im April 2018.
Le Bon veröffentlichte ihr viertes Studioalbum Crab Day am 15. April 2016 auf Drag City mit überwiegend positiven Bewertungen. Das Album wurde von Josiah Steinbrick und Noah Georgeson produziert und enthielt erneut Stephen Black (Bass) und Huw Evans (Gitarre) und Stella Mozgawa (Schlagzeug). Sie bemerkte, wie die Zusammenarbeit mit Presley sie erkennen ließ, dass ich Musik mache, weil ich es liebe, nicht weil ich es muss. Auf Tournee wurde sie von Black und Evans und gelegentlich von Steinbrick und Josh Klinghoffer unterstützt, einer Fünfer-Combo, die unter dem Namen BANANA auch Instrumentenimprovisationen durchführt.
Im Januar 2017 veröffentlichte Le Bon die EP Rock Pool. Sie enthält ihre Version des Tracks I Just Want to Be Good mit Perfume Genius, den sie für Sweet Baboos 2015 Album The Boombox Ballads schrieb. Im selben Monat veröffentlichten Leaving Records Live von BANANA, aufgenommen während der Tournee 2016 und Le Bon remixed Eleanor Friedbergers 'Are We Good?'.
2018 unterschrieb Le Bon bei dem in Brooklyn ansässigen Plattenlabel Mexican Summer (Ariel Pink, Jessica Pratt, Connan Mockasin), wo 2019 das Album Reward erschien.
Zu Le Bons Produzenten-Credits gehören H.Hawkline – Pink Of Condition, Tim Presley – The WiNK, H.Hawkline – I Romantasize, Alex Dingley – Beat The Babble, Josiah Steinbrick – Meeting Of Waters, Deerhunter – Why Hasn't Everything Already Disappeared?

## Diskografie

### Alben
- 2009 Me Oh My (Irony Bored)
- 2012 Cyrk (The Control Group)
- 2013 Mug Museum (Turnstile / Wichita)
- 2016 Crab Day (Turnstile / Drag City)
- 2019 Reward (Mexican Summer)
- 2022 Pompeii (Mexican Summer)

### EPs
- 2008 Edrych yn Llygaid Ceffyl Benthyg (Peski Records)
- 2012 Cyrk II (Turnstile)
- 2017 Rock Pool (Drag City)

### Singles
- 2007 No One Can Drag Me Down / Disappear
- 2014 I Can’t Help You (Turnstile)
- 2014 He’s Leaving / Solitude (Turnstile)